# Moclín
Moclín es una localidad y municipio español de la provincia de Granada, en la comunidad autónoma de Andalucía. Está situado en el extremo oriental de la comarca de Loja. Limita con los municipios granadinos de Montillana, Colomera, Atarfe, Pinos Puente e Íllora, y con el municipio jienense de Alcalá la Real. Por su término discurre el río Velillos.
El municipio moclinero comprende los núcleos de población de Moclín, Puerto Lope, Olivares —incluidos los barrios de Las Casillas, Cerro Alto, Cerro Bajo, Las Majadillas, Nacimiento y Yesares—, Tiena, Tózar, Limones y Gumiel. Cabe destacar que, pese a dar nombre al municipio y ser su capital, Moclín es el quinto núcleo —de los siete que hay— en cuanto a número de habitantes.

## Toponimia
Moclín deriva de la denominación del vocablo árabe-hispánico "Hisn Iqlim" o «castillo del distrito», una de las treinta y tres demarcaciones territoriales (o iqlim) en que los nazaríes dividieron el Reino de Granada. Otras fuentes apuntan a que podría derivar de "Hisn al-Muklin" («fortaleza de las pupilas»); con ambos nombres fue conocida dicha localidad por los musulmanes.

## Geografía

### Ubicación
Integrado en la comarca de Loja, se sitúa a 33 kilómetros de Granada. El término municipal está atravesado por la carretera N-432, entre los pK 400 y 408, por la carretera autonómica A-403 (Alcalá la Real - autovía A-44), y por carreteras locales que permiten la comunicación con los municipios de Colomera, Pinos Puente e Íllora.

### Relieve
Enclavado en la Cordillera Subbética, el pueblo se ubica sobre un cerro de la sierra de Moclín, en una pequeña vaguada que domina el corte que el río Velillos crea entre las sierras de Moclín y del Marqués y bajo dos montañas: el Morrón del Hacho (1255 m) que se eleva al suroeste de la población, y el más próximo, de Nuestra Señora de la Encarnación (1117 m), donde se ubican el castillo y el santuario. Por su emplazamiento constituye un importante punto de observación de parte de la Vega de Granada y de algunos de los recorridos que se adentran en la comarca de Los Montes, controlando uno de los accesos a Granada. Las sierras, en las que son abundantes las cuevas y refugios con pinturas rupestres, ofrecen un fuerte contraste entre las zonas ocupadas por bosques de pinares de repoblación y los parajes desnudos y descarnados, especialmente donde las pendientes son mayores. Hacia el norte-noroeste se abre paso un paisaje más ondulado y de campiña olivarera, al igual que al sureste, donde se halla un amplio piedemonte de campiñas, sobre todo de olivar.

La altitud oscila entre los 1304 m (pico Morrón de Catena) en la sierra de Enmedio, y los 590 m a orillas del río Velillos. El pueblo se alza a 1065 m sobre el nivel del mar. 
| Noroeste: Alcalá la Real (Jaén) | Norte: Montillana | Noreste: Montillana y Colomera |
| Oeste: Íllora                   | Puntos cardinales | Este: Colomera                 |
| Suroeste: Íllora y Pinos Puente | Sur: Pinos Puente | Sureste: Atarfe                |

## Demografía
Moclín cuenta con una población de 3529 habitantes (INE 2024).
| Gráfica de evolución demográfica de Moclín entre 1842 y 2021                                                        |
| |
| Población de derecho según los censos de población del INE Población de hecho según los censos de población del INE |

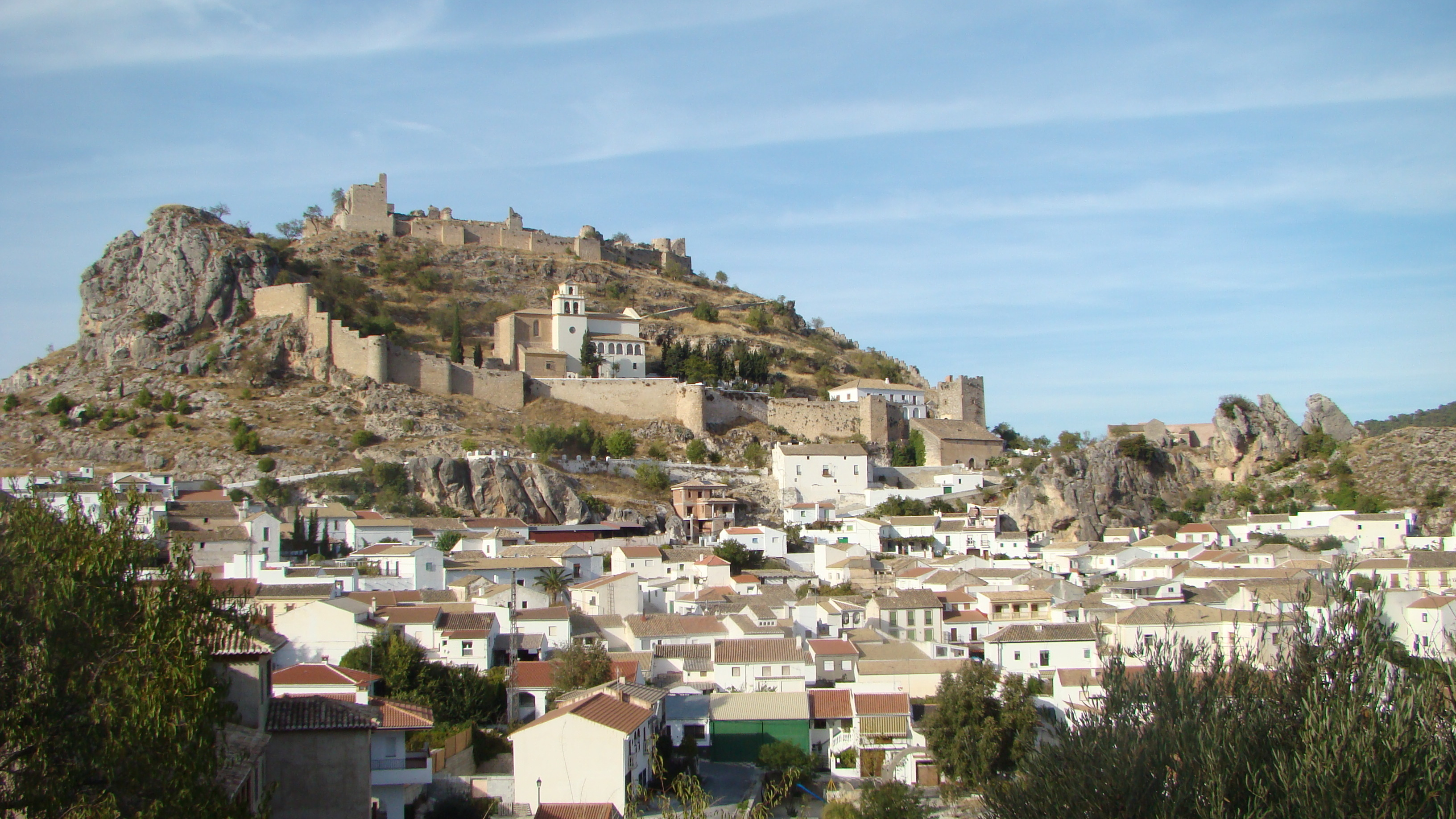
Vista de Moclín

La población por núcleos de población, según el Nomenclátor del año 2022 es la siguiente:
-Moclín: 238
-Puerto Lope: 1184
-Tózar: 279
-Limones: 90
-Tiena: 896
-Olivares: 884
-Gumiel: 36

## Administración y política
Los resultados en Moclín de las últimas elecciones municipales, celebradas en mayo de 2023, son:
| Elecciones Municipales - Moclín (2023) | Elecciones Municipales - Moclín (2023)      | Elecciones Municipales - Moclín (2023) | Elecciones Municipales - Moclín (2023) | Elecciones Municipales - Moclín (2023) |
| Partido político                       | Partido político                            | Votos                                  | Votos                                  | Concejales                             |
| -------------------------------------- | ------------------------------------------- | -------------------------------------- | -------------------------------------- | -------------------------------------- |
|                                        | Partido Socialista Obrero Español (PSOE)    | 1160                                   | 51,41 %                                | 7                                      |
|                                        | Partido Popular (PP)                        | 485                                    | 21,49 %                                | 2                                      |
|                                        | Izquierda Unida - Moclín para la gente (PG) | 469                                    | 20,78 %                                | 2                                      |

## Economía

### Evolución de la deuda viva municipal
El concepto de deuda viva contempla sólo las deudas con cajas y bancos relativas a créditos financieros, valores de renta fija y préstamos o créditos transferidos a terceros, excluyéndose, por tanto, la deuda comercial.
| Gráfica de evolución de la deuda viva del Ayuntamiento de Moclín entre 2008 y 2023                |
|                                                                                                   |
| Deuda viva del Ayuntamiento de Moclín, en miles de euros, según datos del Ministerio de Hacienda. |

 El municipio cuenta con tres hoteles: Hotel Escudo de Granada (2 estrellas) en Puerto Lope, Hotel La Fina (3 estrellas) en Tiena y Exe Hotel Puerta de Tiena (4 estrellas).

## Patrimonio

### Castillo de Moclín
El Castillo de Moclín se sitúa en la parte alta del recinto amurallado de la villa-fortaleza de Moclín, formada por dos recintos, el segundo de los cuales es la alcazaba propiamente dicha. Se encuentra situado a 1100 m s. n. m. y jugó un papel esencial en el control del paso entre Alcalá la Real y la Vega de Granada, tras la firma del Pacto de Jaén. Está datado en el siglo XIV.

### Sistema defensivo nazarí

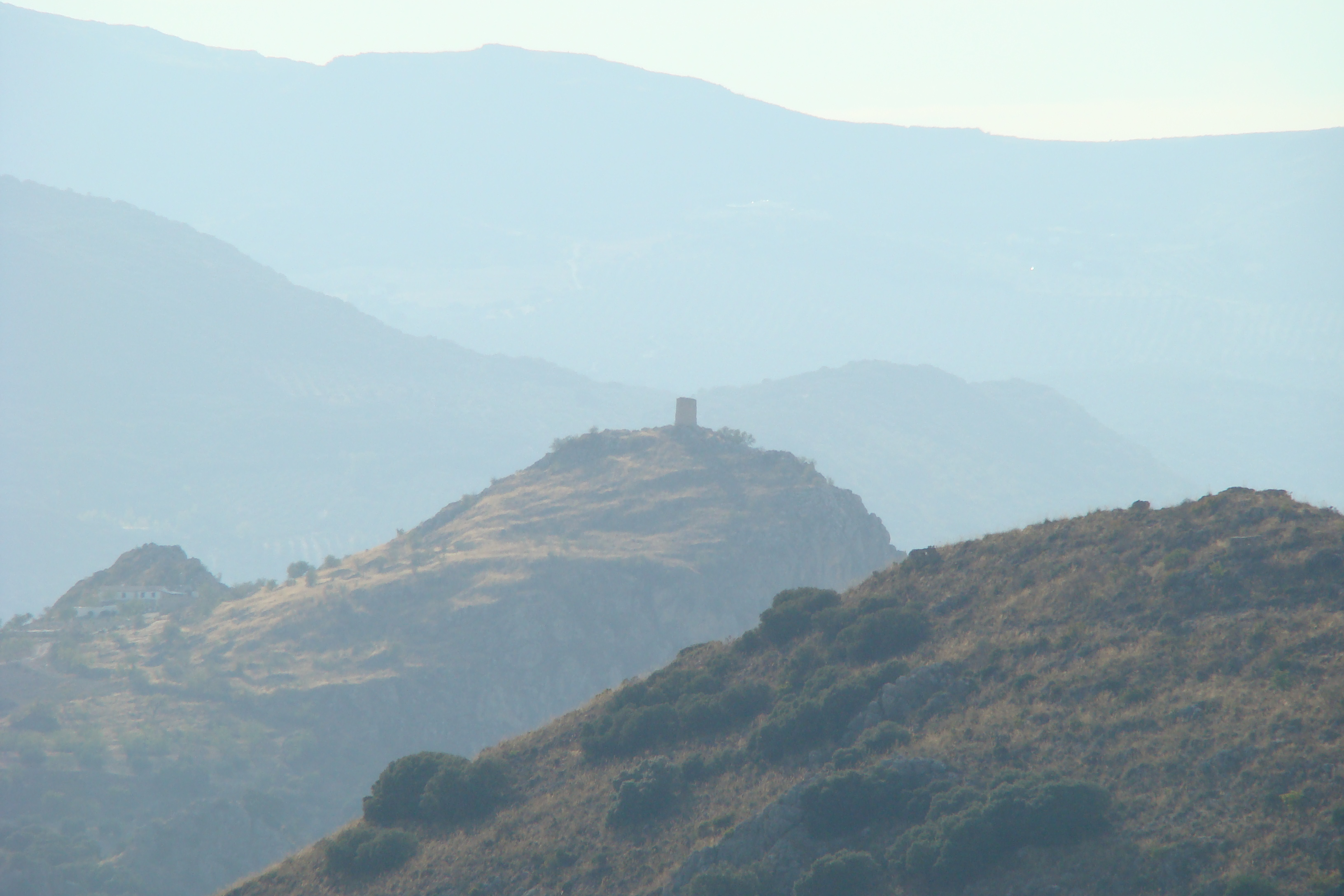
Atalaya de La Solana, cerca de la localidad de Moclín.

Asociada al Castillo de Moclín, se estableció por los monarcas nazaríes una completa red defensiva fronteriza de torres ópticas, que entroncaban además con las defensas de Íllora y de la propia capital del reino. Las que se conservan, son las siguientes:
- Torre atalaya de Mingoandrés.
- Torre atalaya de la Porqueriza.
- Atalaya de la Mesa.
- Torre atalaya de La Solana.
- Torre de la Gallina.

### Otros edificios urbanos
- Iglesia del Cristo del Paño, levantada dentro del recinto del castillo, sobre la antigua mezquita.
- Ermita de San Antón.
- Iglesia parroquial de Nuestra Señora de la Encarnación.
- Pósito del Pan (siglo XVI).

## Fiestas
- Romería del Cristo del Paño.
- San Antón.